# Sea Teziutlán
El Sea Teziutlán fue un avión de entrenamiento primario diseñado por el ingeniero Antonio Sea y construido por los Talleres Generales de Aeronáutica Militar.

## Diseño y desarrollo
En 1940 el General Roberto Fierro Villalobos fue nombrado nuevamente comandante de la Fuerza Aérea Mexicana y director de los Talleres Generales de Aeronáutica Militar (Antes “Talleres Nacionales de Construcciones Aeronáuticas"), tomando la iniciativa de financiar un proyecto de aeronave diseñado por el ingeniero Antonio Sea, el cual sería construido en los talleres de Teziutlán, Puebla (de ahí su nombre).
Se trataba de un diseño de dos cabinas abiertas en configuración tándem, con fuselaje construido en metal y alas hechas de madera con tren de aterrizaje fijo, el cual era impulsado por un motor Lycoming O-290 de 125 caballos de fuerza. Con excepción del motor, la aeronave tenía un 95 % de piezas fabricadas en México.
El primer vuelo fue concretado el 24 de febrero de 1942, cumpliendo satisfactoriamente muchos requerimientos, por lo que el gobierno mexicano ordenó la construcción de 50 ejemplares de este modelo. Sin embargo, al ser nombrado Antonio Cárdenas Rodríguez como nuevo comandante de la Fuerza Aérea, la producción en serie del Teziutlán fue descontinuada, habiéndose completado solo 6 ejemplares, los cuales operaron en diversos escuadrones de entrenamiento de la FAM.
La razón por la que se descontinuó el Teziutlán fue porque aparentemente resultaba más barato comprar aeronaves Fairchild PT-19 que continuar con la producción de aeronaves nacionales.

## Especificaciones
Datos de
Características generales
- Tripulación: 2 (Instructor y estudiante)
- Longitud: 7.28 m (23 ft 11 in)
- Envergadura: 11.66 m (38 ft 3 in)
- Altura: 1.90 m (6 ft 3 in)
- Superficie alar: 15.23 m² (163.9 sq ft)
- Peso vacío: 447 kg (985 lb)
- Peso máximo al despegue: 741 kg (1,634 lb)
- Planta motriz: 1 × Lycoming O-290, 125 HP (93 kW)

Rendimiento
- Velocidad máxima: 175 km/h (109 mph, 94 kn)
- Velocidad crucero: 125 km/h (96 mph, 84 kn)
- Velocidad de aterrizaje: 39 km/h (24 mph, 21 kn)
- Alcance máximo: 1237 km (769 mi, 668 nmi)
- Techo de vuelo: 7900 m (25,900 ft)
- Carrera de despegue: 50 m (164 ft)